# HIP 5158 b
HIP 5158 b (بالإنجليزية: HIP 5158 b)‏ هو كوكب خارج المجموعة الشمسية، في كوكبة قيطس، يتبع HIP 5158 ‏.

## الاكتشاف
اكتشف في 19 أكتوبر 2009.